# 針鯒
針鯒為輻鰭魚綱鮋形目牛尾魚亞目針鯒科的其中一種，分布於南非納塔爾外海海域，棲息深度120-457公尺，體長可達17公分，為底棲性魚類，罕見，屬肉食性，生活習性不明。